# Henning Karmark
Henning Munch Karmark (17. december 1907 i Varde – 11. januar 1989 i Nice, Frankrig) var en dansk filmproducent, der bl.a. stod bag Morten Korch-filmene. Karmark var hoved- eller medproducent på omkring halvfems film mellem 1936 og 1971 hos A/S Filmatelieret ASA og - specielt efter 1945 - gennem sit eget udlejningsfirma A/S ASA Filmudlejning, som også fungerede som produktionsselskab. Karmark hører til en af de mest produktive skikkelser i dansk filmhistorie. Han var i en kortere periode fra 1941 medlem af Danmarks Nationalsocialistiske Arbejderparti, og findes i Bovrup-Kartoteket.

## Liv
Karmark var søn af amtsfuldmægtig Oscar Emil Karmark og Dagmar Kirstine Munch.

### Karriere
Karmark etablerede i 1936 Filmatelieret ASA i samarbejde med Lau Lauritzen junior., John Olsen og Gutenberghus. Indtil 1945 var han direktør for selskabet og fortsatte med sit selvstændige firma A/S ASA Filmudlejning, som fortsat producerede film i tæt samarbejde med ASA studiet, hvor Lau Lauritzen nu var direktør og hovedaktionær. ASA studiet producerede kun få film (for egen regning) med Lau Lauritzen som hovedproducent. De fleste film efter 1945 var produceret af Henning Karmark, fx Morten Korch-filmene. Henning Karmark og Lau Lauritzen producerede sammen Far til fire-filmene.

### Henning Karmark og besættelsen – antisemitisme
Under besættelsen var Henning Karmark aktiv for at få udelukket jøder og personer af jødisk oprindelse fra dansk film. Dels holdt han sit eget filmselskabs produktioner fri for jødiske kunstnere og forfattere, og dels var han aktiv som stikker, idet han på møder med tyske myndigheder angav produktioner fra andre filmselskaber, hvor der var jødiske medvirkende.
På et møde i februar 1942 med den tyske stats indkøbs-, film- og propagandaselskab, UFA, gjorde Henning Karmark konkret opmærksom på de danske skuespillere og kunstnere i filmbranchen, der var jøder eller havde jødiske forfædre. Han angav også konkrete produktioner, hvor andre danske filmvirksomheder (fx Nordisk Film) anvendte medarbejdere, der i det mindste blandt deres forfædre havde mennesker med jødisk oprindelse.
Henning Karmark underrettede også ved navns nævnelse sine tyske samarbejdspartnere om, at han udrensede andre tyskfjendtlige elementer fra sit selskabs produktioner, bl.a. Børge Müller.
Selv om Henning Karmark underskrev sine breve med "Heil Hitler" og var medlem af Danmarks Nationalsocialistiske Arbejderparti, var det i årene efter Besættelsen, og mens han var en af dansk films mest fremtrædende personer, at det i høj grad blev fortiet og af nogen endda anfægtet, at han var nazist af personlig overbevisning. Det var bl.a. en antagelse, at hans angiveraktivitet og tilslutning til nazismen udelukkende handlede om at opnå økonomiske fordele.

### Efter krigen
Efter krigen prøvede Henning Karmark at blive "renset" for påstande om at have samarbejdet med besættelsesmagten og nazisterne, men det lykkedes ikke. Han blev dog aldrig anklaget eller dømt for nogen af sine handlinger, muligvis fordi de fleste af kilderne til hans handlinger lå i tyske arkiver der først meget senere er blevet tilgængelige.
Han blev i jan. 1951 gift med Maud Louise Agneta Kristina Danielsson i Gentofte, efter at være blevet skilt i 1949 fra sin daværende hustru - Elise Birgit Christa (Thorup) Christensen, der havde været telefondame på ASA. Hans anden kone var svensk, født i 1930, og var stewardesse.
I 1965 fik han biografbevilling på Nygade Teatret i København, hvilket afstedkom satire, som spillede på hans fortid som nazist.

## Filmografi
| - Med kærlig hilsen (1971) - Mig og min lillebror og Bølle (1969) - Mig og min lillebror og storsmuglerne (1968) - Brødrene på Uglegården (1967) - Krybskytterne på Næsbygaard (1966) - Utro (1966) - Tre små piger (1966) - Næsbygaards arving (1965) - Landmandsliv (1965) - Kampen om Næsbygaard (1964) - Syd for Tana River (1963) - Der brænder en ild (1962) - Svinedrengen og prinsessen på ærten (1962) - Far til fire med fuld musik (1961) - Min kone fra Paris (1961) - Det skete på Møllegården (1960) - Far til fire på Bornholm (1959) - Vi er allesammen tossede (1959) - Kærlighedens melodi (1959) - Vagabonderne på Bakkegården (1958) - Far til fire og ulveungerne (1958) - Far til fire og onkel Sofus (1957) - Sønnen fra Amerika (1957) - Natlogi betalt (1957) - Flintesønnerne (1956) - Far til fire i byen (1956) - Den kloge mand (1956) - Taxa K-1640 efterlyses (1956) - Far til fire på landet (1955) - Tre finder en kro (1955) - Min datter Nelly (1955) - Jorden rundt på 80 minutter (1955) - Arvingen (1954) - Far til fire i sneen (1954) - Fløjtespilleren (1953) - Far til fire (1953) - Solstik (1953) - Det store løb (1952) - Husmandstøsen (1952) - Vejrhanen (1952) - Det gamle guld (1951) - Fodboldpræsten (1951) - Mosekongen (1950) - Den opvakte jomfru (1950) - De røde heste (1950) - Vi vil ha' et barn (1949) - Hr. Petit (1948) | - Mani (1947) - Når katten er ude (1947) - Familien Swedenhielm (1947) - Jeg elsker en anden (1946) - Så mødes vi hos Tove (1946) - Hans store aften (1946) - De røde enge (1945) - De kloge og vi gale (1945) - Panik i familien (1945) - Affæren Birte (1945) - Mit liv er musik (1944) - Bedstemor går amok (1944) - Frihed, lighed og Louise (1944) - Elly Petersen (1944) - Teatertosset (1944) - Jeg mødte en morder (1943) - Det ender med bryllup (1943) - En pige uden lige (1943) - Hans onsdagsveninde (1943) - Det brændende spørgsmål (1943) - Op med humøret (1943) - Lykken kommer (1942) - Tyrannens fald (1942) - Frk. Vildkat (1942) - Søren Søndervold (1942) - Afsporet (1942) - Frøken Kirkemus (1941) - Tag til Rønneby Kro (1941) - Far skal giftes (1941) - Tror du jeg er født i går? (1941) - Niels Pind og hans dreng (1941) - En desertør (1940) - Pas på svinget i Solby (1940) - Familien Olsen (1940) - I dag begynder livet (1939) - Nordhavets mænd (1939) - Genboerne (1939) - De tre, måske fire (1939) - Alarm (1938) - Den kloge mand (1937) - Frk. Møllers jubilæum (1937) - En fuldendt gentleman (1937) |

## Eksterne kilder og henvisninger
- Henning Karmark på Internet Movie Database (engelsk)
- Henning Karmark på Filmdatabasen
- Henning Karmark på danskefilm.dk
- Henning Karmark på danskfilmogtv.dk
- Henning Karmark på Scope
- Henning Karmark på Svensk Filmdatabas (svensk)
- Henning Karmark på The Movie Database (engelsk)
- Henning Karmark på gravsted.dk